# 豐溪里
豐溪里（：／ P'unggye-ri），是朝鮮民主主義人民共和國咸鏡北道吉州郡的里，也是丰溪里核试验场所在地。2006年，朝鮮曾在此地进行第一次核試。随后，2009年、2013年朝鲜再次在丰溪里进行核试验。2016年1月6日，朝鲜宣布氢弹试验成功，当日丰溪里核试验场附近监测到5.1级地震。

## 核試設施
1970年代-90年代約10000名政治犯被動員在豐溪里吉州郡山區進行核試工程建設。這些政治犯多是來自屬完全統制區域的化城強制收容所中。這些政治犯多是反金日成家族世襲者，親日派，濟州島出身的白丁，出身成分的敵對階級，以及歸國運動中的家人。他們被送到進行核試設施建設地所在的吉州郡附近的化城郡。
為了保持核試的消息絕密，這些工人後來都被虐殺。在1997年變節前往南韓的朝鮮勞動黨前國際關係部書記黃長燁在NHK2006年的節目〈北朝鮮紀實〉說金日成死前北朝鮮已擁有核武。